# 福井県道269号越前たけふ駅線
福井県道269号越前たけふ駅線（ふくいけんどう269ごう えちぜんたけふえきせん）は、福井県越前市を通る一般県道である。

## 概要
旧称は2024年（令和6年）3月16日に開業の北陸新幹線新駅の仮称に合わせた「南越駅線（なんえつえきせん）」で、同駅の正式名称が越前たけふ駅と決定されたことに伴い現在の名称へ改められた。福井県の県道において従前の「○○停車場線」でなく「○○駅線」としたのは、同様に新幹線駅と国道8号を結ぶ新設路線である敦賀市の福井県道271号敦賀駅東線と同日でともに初。2022年（令和4年）11月11日の福井県庁における知事記者会見において、全区間の供用を起点直近に整備中の道の駅越前たけふの開業予定日である2023年（令和5年）3月18日に開始と発表している。
起点が同一箇所で終点も国道8号交点とする主要地方道の福井県道40号武生インター線はいったん北へ向かい途中で北陸自動車道（武生IC）と接続して西へ折れるのに対し、本路線は西側の国道8号へ最短距離で結ぶものである。

### 路線データ
県道の認定告示に基づく整理番号、路線名、起終点および重要な経過地は次のとおり。
- 整理番号：269
- 路線名：越前たけふ駅線
- 起点：越前たけふ駅（福井県越前市大屋町、越前たけふ駅、福井県道40号武生インター線起点）
- 終点：越前市大屋町（国道8号交点）
- 重要な経過地：なし
- 総延長：0.6 km
- 車線数：4車線

## 歴史
- 2017年（平成29年）4月1日 - 福井県、一般県道南越駅線として路線認定[5]。
- 2021年（令和3年）6月8日 - 本路線名称を越前たけふ駅線へ改称[6]。
- 2023年（令和5年）3月18日 - 大屋町の未供用区間（延長0.6 km）の供用開始[1][2]。

## 路線状況

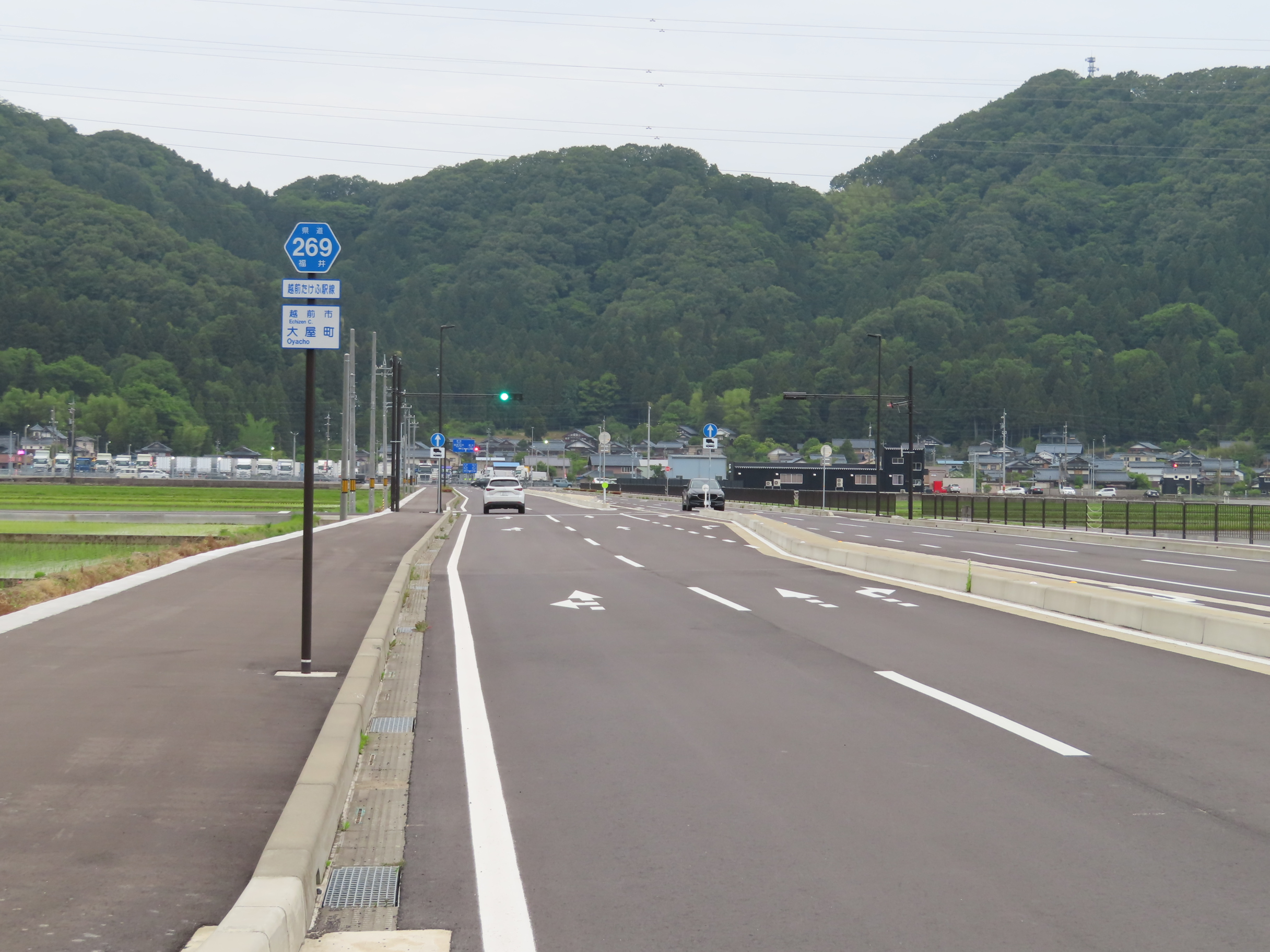
越前市大屋町（2023年5月）

### 道路施設

#### 道の駅
- 越前たけふ（越前市）

## 地理

### 通過する自治体
- 越前市

### 交差する道路
| 交差する道路               | 交差する場所 | 交差する場所 |
| -------------------------- | ------------ | ------------ |
| 福井県道40号武生インター線 | 大屋町       | 起点         |
| 国道8号 / 福井バイパス     | 大屋町       | 終点         |

### 沿線
- JR西日本北陸新幹線 越前たけふ駅